# Locomotiva FS 260
Le locomotive FS gruppo 260 sono state macchine a vapore con tender di rodiggio 0-3-0 che le Ferrovie dello Stato acquisirono, dopo il 1905, in seguito al riscatto della Rete Mediterranea.

## Storia
Le locomotive del gruppo erano tutte di costruzione italiana, fabbricate dalla Breda e consegnate nel 1900 alla Mediterranea che le aveva immatricolate come RM 3551-3574. Vennero acquisite dalle Ferrovie dello Stato nel 1905 in seguito al riscatto delle reti. Nell'album delle locomotive FS, al 31 dicembre 1914, risultavano immatricolate 24 unità con i numeri da 2601 a 2624.

## Caratteristiche tecniche
Le locomotive furono costruite con il rodiggio 0-3-0 e con ruote da 1.330 mm di diametro; a vapore saturo, 2 cilindri esterni e a semplice espansione.
La caldaia che equipaggiava le unità era lunga 7.061 mm e conteneva un volume d'acqua (misurata a 10 cm sopra il cielo del forno) di 4,5 m³ e un volume di vapore di 2,14 m³; la sua pressione di taratura era di 12 bar ed era in grado di produrre un quantitativo orario di vapore asciutto di 5.340 kg. Il numero di tubi bollitori era di 188, di diametro 50/45 mm, con lunghezza tra le piastre estreme, di 4.250 mm. La superficie di riscaldamento tubiera era di 118,2; la superficie di riscaldamento estesa sulla volta del forno era di 8,7 m². In totale quindi 126,9 m².
Le dimensioni interne massime e minime del corpo cilindrico erano rispettivamente di 1.400 mm e 1.370 di diametro; la lunghezza era di 5,199 m (compresa di camera a fumo).
Il forno, delle dimensioni di 1.562 x 1.100 mm, era alto in media 1.390 mm sul piano della graticola della superficie di 1,60 m².
Le prestazioni della macchina permettevano uno sforzo di trazione massimo di 8.600 kg, continuo (alla velocità di 30 km/h) di 4.080 kg e di spunto alla partenza di 5.970 kg. La ripartizione delle masse per asse era rispettivamente di 13,8 t per il primo asse motore e 14 t per il secondo e il terzo t.
Il motore delle locomotive era costituito da 2 cilindri del diametro di 430 mm con una corsa degli stantuffi di 630 mm; il vapore era addotto mediante cassetti piani azionati da un meccanismo della distribuzione sistema Allan. La velocità massima raggiunta era di 50 km/h, la potenza normale alle ruote motrici sviluppata in continuità ad una velocità di 30 km/h era di 450 hp.
Tutte le locomotive erano dotate delle apparecchiature del freno ad aria compressa automatico ma agente solo sul tender. Le macchine erano anche munite di freno a controvapore mentre il freno a mano agiva solo sulle ruote del tender accoppiato, a tre assi, della massa totale di 32,2 t con capacità di acqua era di 11 m³ e di carbone di 7 t che garantivano una notevole autonomia.